# Paul von Gontard
Paul von Gontard (* 4. November 1868 in Wesel; † 21. Dezember 1941 in St. Louis, Missouri, USA; vollständiger Name Paul Theodor Eduard von Gontard) war ein deutscher Ingenieur und Industrie-Manager. Von 1905 bis 1928 wirkte er als Generaldirektor der Deutsche Waffen- und Munitionsfabriken AG, nach der Rüstungskonversion ab 1923 als Berlin-Karlsruher Industrie-Werke firmierend, und als Mitglied zahlreicher Aufsichtsräte.

## Familie
Paul von Gontard entstammte einem altfranzösischen Adelsgeschlecht aus der Dauphiné, dessen Angehörige 1685 nach Deutschland kamen und zu Wien die Reichsadelsbestätigung erhielten. Gontard war der Sohn des Gutsbesitzers und königlich preußischen Oberst Otto von Gontard (1819–1895) und der Elisabeth von Gontard geb. de Haas (1823–1889). Sein Urgroßvater war der Architekt und preußische Baubeamte Carl von Gontard. Der General Hans von Gontard war sein Bruder.
Von Gontard heiratete am 16. Dezember 1895 in St. Louis Clara Busch (* 16. Mai 1876 in St. Louis; † Juni 1959 (wahrscheinlich) in St. Louis), die Tochter des Brauereibesitzers Adolphus Busch (1839–1913), Gründer (1870) der Brauerei-Dynastie Anheuser-Busch, und der Lilly Busch geb. Anheuser, Tochter des Brauereibesitzers Eberhard Anheuser (1805–1880). Das Ehepaar hatte drei Söhne und eine Tochter: den Ingenieur und Forschungsreisenden Paul Curt von Gontard (1896–1951), den Diplom-Ingenieur Adalbert von Gontard (1900–1976), den Theaterdirektor Gert Heinz von Gontard (1906–1979) und Lilly Claire von Gontard (1910–1986), die in zweiter Ehe den Rüstungsunternehmer Bernhard Berghaus heiratete.

## Leben
Als Generaldirektor der Deutsche Waffen- und Munitionsfabriken AG (DWM) kooperierte Gontard mit dem skrupellosen Waffenhändler und „Kriegsgewinnler“ Basil Zaharoff (1849–1936). Zeitgleich veröffentlichten 1907 in Frankreich die Zeitungen Le Figaro, Le Matin und L’Écho de Paris Artikel über die beschleunigte Ausrüstung des französischen Heeres mit Maschinengewehren. Diese Meldungen wurden in Deutschland gelesen und mit Sorge zur Kenntnis genommen. Daraufhin bewilligte der Deutsche Reichstag in den drei Folgejahren 40 Millionen Mark für den Ankauf von Maschinengewehren. Geliefert wurden sie von der DWM unter Leitung von Paul von Gontard, die mit Vickers, einem britischen Rüstungsunternehmen im Besitz Zaharoffs, wirtschaftlich eng verbunden waren. Wie erst später bekannt wurde, hatte von Gontard einen Pariser Agenten Zaharoffs gebeten, im Le Figaro eine Meldung mit dem Inhalt zu lancieren, dass Frankreich sich entschlossen habe, „die Neubewaffnung der Armee mit Maschinengewehren erheblich zu beschleunigen“.

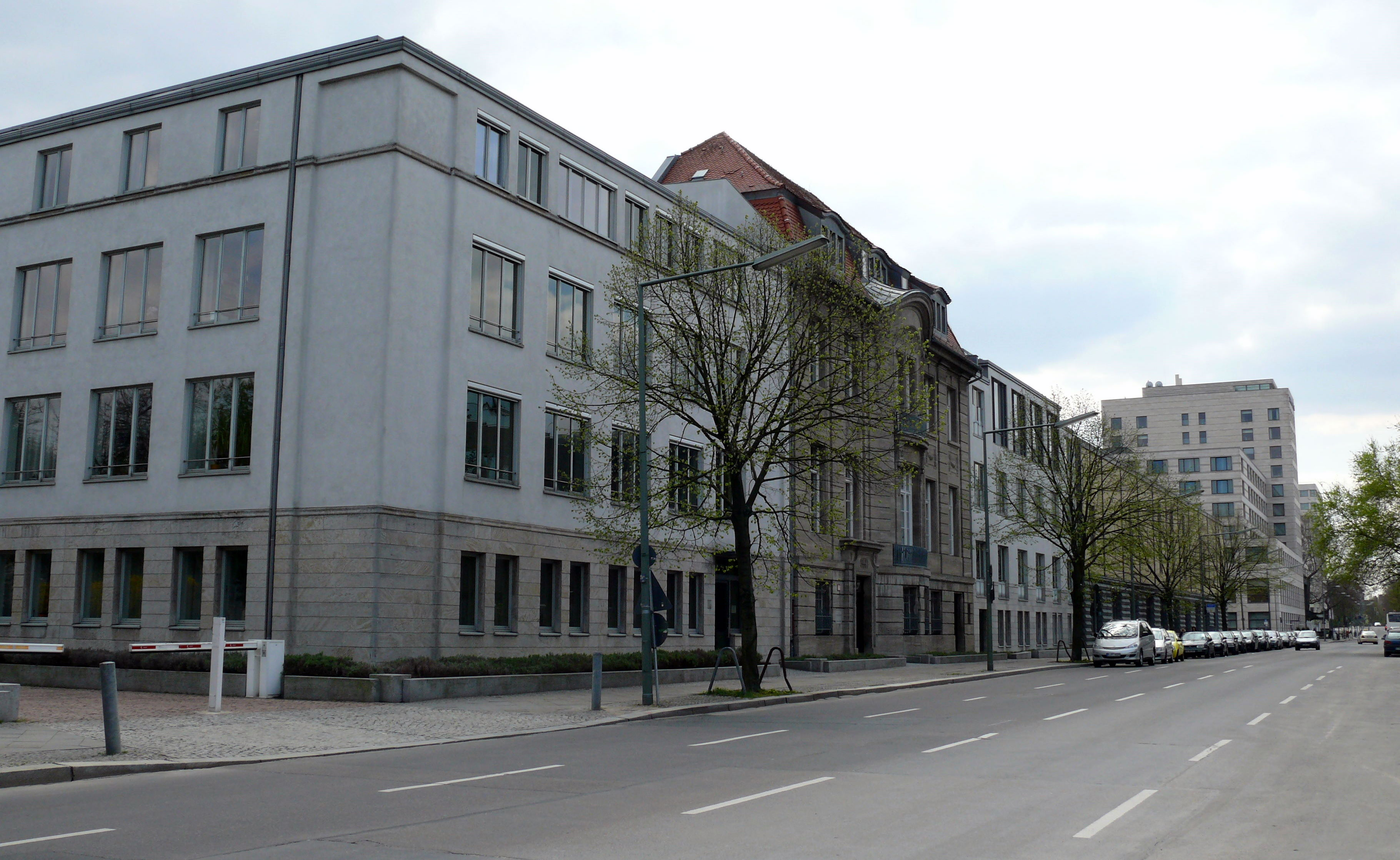
Villa Gontard in der Stauffenbergstraße eingerahmt von Neubauten

Paul von Gontard bewohnte ab 1910 die nach ihm benannte Villa Gontard in Berlin-Tiergarten, heute Sitz der Direktion der Berliner Museen. Er war von 1912 bis 1918 Mitglied des Preußischen Herrenhauses und ebenso seit 1912 Ehrenritter des Johanniterordens, dann ab circa 1915 als Nachfolger der Familie von Rohr-Levetzow Gutsherr auf Gut Großwudicke in der Altmark, im damaligen Landkreis Jerichow II. 1922 umfasste das Rittergut Großwudicke mit Kleinwudicke etwa 1451 ha, davon 1086 ha Forsten. Gontard trug den akademischen Grad eines Doktoringenieurs sowie die Ehrentitel eines anhaltischen und eines preußischen Geheimen Oberbaurats. Seit 1931 besaß er die Staatsangehörigkeit von Liechtenstein.
Nach Max Gallo trafen sich im März 1934 Röhm und Himmler mit engstem Gefolge auf Gut Großwudicke. Auch Mitte der 1930er Jahre bleibt Paul von Gontard wirtschaftlich gut im Geschäft, nicht zuletzt durch seinen Schwiegersohn Berghaus.
Paul und Clara Gontard verließen Europa am 27. Januar 1939 auf der Bremen Richtung New York. Alle Angehörigen lebten 1940 in den USA. Nur die Enkeltochter Yvonne von Gontard, geboren 1929 in Berlin, einzige Tochter des Sohnes Gert aus seiner Ehe mit Sonia, geschiedene von Hagen, geborene von Kleist (1906–1931), lebte auf dem Kleist-Gut Kammissow in Pommern.
Der Grabstein von Paul von Gontard ist im Friedhof Sihlfeld in Zürich.